# Lazariniji
Lazariniji so plemiška družina, ki izvira iz Italije. Razširila se je predvsem po Dolenjskem in Notranjskem. Na našem ozemlju so se pojavili v 17. stoletju. V Slovenijo so že prišli kot netitulirano plemstvo (von Lazarini). Plemiški naziv baronstva jim je podelila kraljica Marija Terezija v 18. stoletj (Freiherr von Lazarini).
Posedovali so dvorec Rocen, grad Podsredo, grad Čušperk, grad Boštanj, od 18. stoletja pa vse do danes so v lasti obdržali dvorec Lazarini v Valburgi; sicer z večletno prekinitvijo zaradi zaplembe.
Znani pripadniki družin Lazarini so:
- Franc Ignac baron Lazarini, bogat posestnik,
- Henrik baron Lazarini,
- baron Franc Lazarini, kemik, univ. prof. in avtor več knjig, mdr. srednješolskih ućbenikov
- baronica Kristina S. Lazarini (Kristina Stupica Lazarini)
- baron Franci Lazarini, umetnostni zgodovinar

1. ↑  Lazarini, Franc (2013). Zgodovina rodbine Lazarini. Slovenija: Didakta, d.o.o, Radovljica. str. str. 128. COBISS 269780480. ISBN ISBN 978-961-261-299-3. {{navedi knjigo}}: Preveri vrednost |isbn=: neveljaven znak (pomoč)